# Per Afán Enríquez de Ribera
Per Afán Enríquez de Ribera (Sevilla, 1509 - Nápoles, 2 de abril de 1571), llamado Perafán de Ribera, noble español perteneciente a la Casa de Alcalá, I Duque de Alcalá, II Marqués de Tarifa, V Conde de los Molares, VII Adelantado Mayor de Andalucía y Notario Mayor de Andalucía, Virrey de Cataluña y Nápoles. Hijo de Fernando Enríquez de Ribera e Inés Portocarrero. Nieto de Pedro Enríquez de Quiñones y Catalina de Ribera.

## Biografía

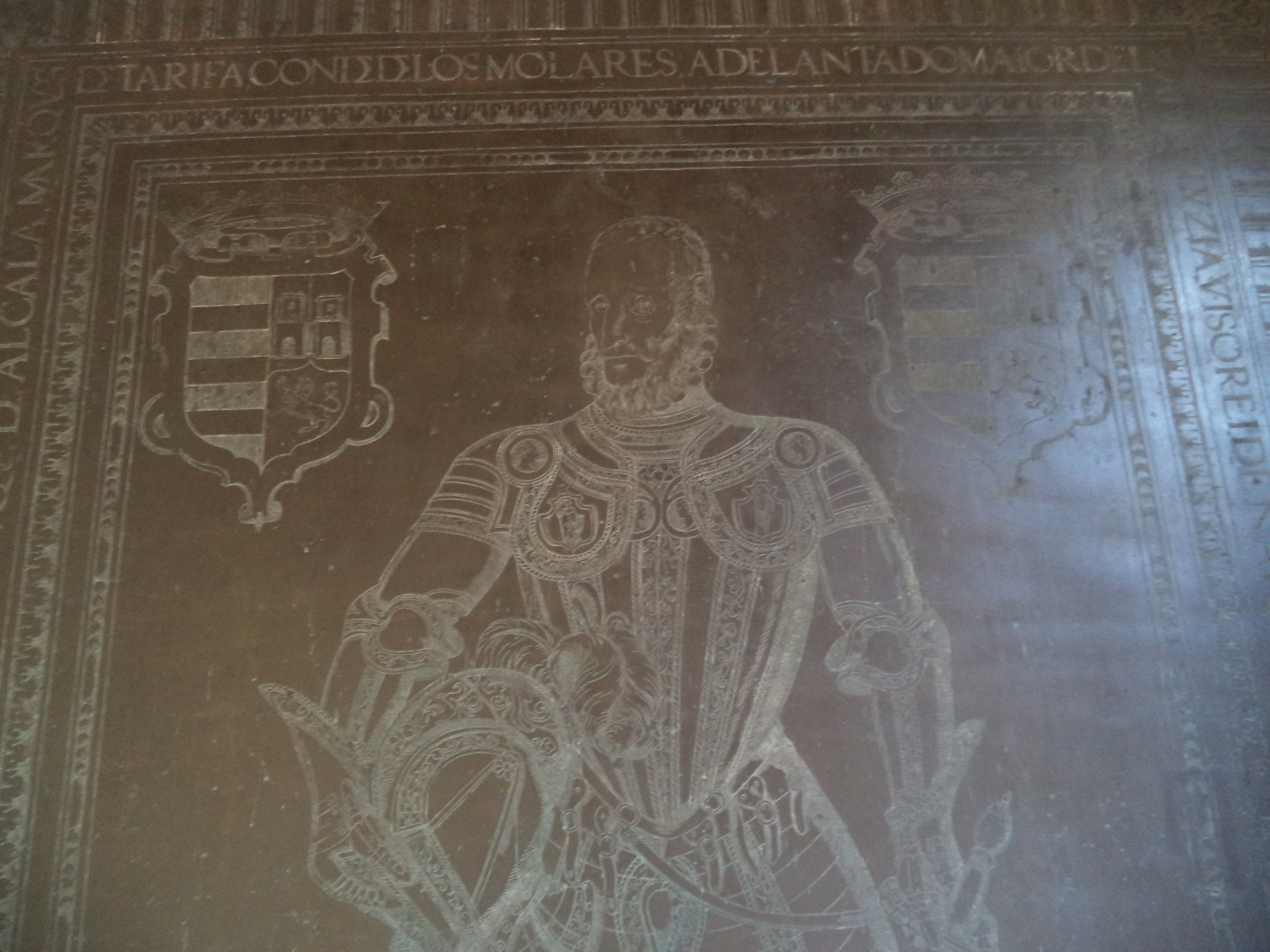
Lápida sepulcral en el Monasterio de la Cartuja

De su matrimonio con Leonor Ponce de León, hija de los marqueses de Zahara, no tuvo descendencia. De sus relaciones extramatrimoniales tuvo algunos hijos naturales:
- Con Teresa Pinelo tuvo a Juan de Ribera, patriarca de Antioquía y arzobispo de Valencia.
- Con Luisa Mosquera y Esquivel tuvo a Catalina de Ribera, casada con el marqués de Malpica.

Muerto en Nápoles, sus restos fueron trasladados a la Cartuja de Sevilla. Su hermano Fernando le sucedió en sus títulos nobiliarios.
El epitafio de Perafán de Ribera en el Monasterio de la Cartuja de Sevilla reza:

Hoc iacet in tumulo quem uirtus uexit ad astra:quem canet ad summum debita fama diem, tempore diuerso duo regna amplissima rexit: Barchinonem iuuenis Parthenopenque senex. Dum fuit Eois fulsit quasi sidus Eoum; dum fuit Hesperiis, Hesperus alter erat, flere nefas illum, qui foelix uixit ubique. Ante homines uiuus, mortus ante Deum.